# Protracheoniscus brentanus
Protracheoniscus brentanus är en kräftdjursart som beskrevs av Karl Wilhelm Verhoeff1927. Protracheoniscus brentanus ingår i släktet Protracheoniscus och familjen Trachelipodidae. Inga underarter finns listade i Catalogue of Life.